# Impresionismo musical
La música impresionista es la tendencia musical que surgió en Francia a finales del siglo XIX. El nombre impresionismo ya se usaba antes para denominar a la pintura de los años 1860 - 1870, ya que las características de ambas artes eran muy similares. Los dos únicos autores a los que podemos llamar impresionistas en aquella época son Claude Debussy y Déodat de Séverac, aunque este último no está tan reconocido como gran parte de autores posteriores. Sin embargo, Claude Debussy es el autor impresionista más notorio, junto con los también franceses Maurice Ravel y Erik Satie.[cita requerida]
Al igual que el impresionismo pictórico y literario, el impresionismo musical intenta representar la fugaz impresión de un momento. A diferencia del estilo clásico-romántico vienés, en el cual se valora ante todo la proporción y el equilibrio formal, en la música impresionista los compositores buscan plasmar una imagen sonora. Similar a una imagen en la pintura impresionista, esta imagen sonora tiene la tarea de transmitir el estado de ánimo y la atmósfera de un momento al oyente, por lo que están en juego impresiones subjetivas y no propiedades materiales concretas. El desarrollo y procesamiento posterior de estas imágenes de sonido crea una imagen general borrosa en la que normalmente no se pueden distinguir formas sólidas.
La característica más destacada en el Impresionismo musical es el uso del "color", o en términos musicales, timbre, que se puede conseguir a través de la orquestación, el uso armónico, la textura, etc. Otros elementos del Impresionismo musical también implican nuevas combinaciones de acordes, tonalidad ambigua, armonías extendidas, uso de modos y escalas exóticas, movimiento paralelo, extra-musicalidad, y títulos evocadores como "Reflets dans l'eau]"
("Reflejos en el agua"), "Brouillards" ("Brumas"), etc.

## Inicios del impresionismo
La música occidental ya estaba sistematizada en la Antigua Grecia, donde se usaban aproximadamente 7 escalas. Estas escalas pasaron de Grecia a Roma y sucesivamente a la Iglesia católica. Estas eran frecuentemente utilizadas en el canto llano y en la música medieval. Pero al llegar el período barroco, solo se conservaron dos de estas escalas (con sus respectivas variaciones): la escala mayor (o jónica) y la menor (o eólica). Pero los años pasaron, y al llegar el posromanticismo, autores como Gabriel Fauré o Camille Saint-Saëns experimentaron con estas escalas y con el timbre (aspecto que más tarde sería esencial en el impresionismo) de una manera pionera, pero sin profundizar demasiado.
A finales del siglo XIX, la vanguardia y el progreso nunca habían tenido tanta repercusión, tanto en política y en sociedad como en el ámbito artístico. En música, como en pintura, surgió el impresionismo, la libertad absoluta armónica y rítmicamente (respetando unos parámetros previamente fijados, pero manipulables en cualquier momento) y la experimentación fueron las dos características principales de este movimiento. Sin duda, Claude Debussy es en gran parte el creador, y autor por excelencia del impresionismo, y Francia la cuna de este gran movimiento vanguardista.

## Aspectos del impresionismo

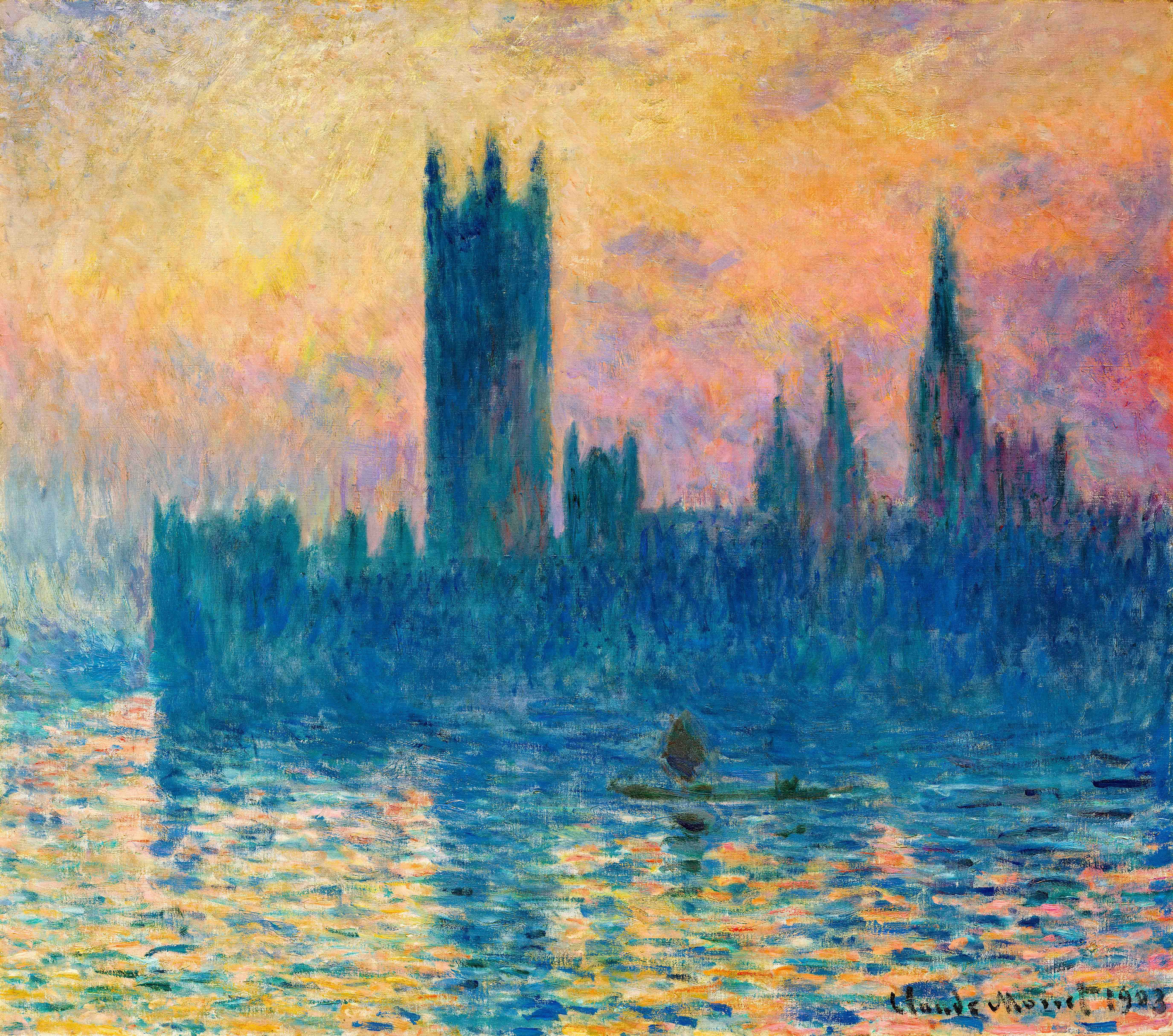
Obra del pintor francés Claude Monet donde se retrata Parlamento británico.

El impresionismo, tanto en música como en otras artes, surge a partir de la idea de expresar las ideas de una manera en cierto modo insinuada. De cerca se ven manchas y de lejos crea una figura por decirlo así. Por ejemplo, en la primera fotografía, se puede observar el Parlamento británico retratado de un modo en el que apenas se puede intuir su forma. 

### Aspectos de la música del impresionismo
- Un tempo más libre, y con capacidad de un rubato a gusto del intérprete (siempre respetando las indicaciones del autor).
- Utilización de los modos, introduciendo numerosas variaciones de cada uno, e incluso inventándolos (como en la obra Syrinx para solo de flauta, de Claude Debussy). No sólo se utilizan modos clásicos, ya que también es muy frecuente encontrar escalas propias de diferentes etnias (Como en el tercer movimiento de Ma mère l'oye de Maurice Ravel, Laideronnette, l'impératrice des Pagodes).
- Experimentar con el timbre, convirtiendo a este en el factor más importante de la música impresionista. De esta manera, se conseguían efectos nunca vistos antes en la música. El preludio de Claude Debussy La Cathédrale Engloutie es un claro ejemplo de los diferentes timbres y sensaciones que pueden escucharse en una misma obra, interpretado aquí por Maurizio Pollini.

No existe una teoría. Sólo tienes que escuchar. El placer es la ley. Me gusta la música con pasión. Y porque me gusta trato de liberarla de las tradiciones estériles que la ahogan. Es un arte libre que brota - un arte al aire libre, sin límites, como los elementos, el viento, el cielo, el mar. En ningún caso debe ser cerrado y convertido en un arte académico.
Claude Debussy

Autores como Maurice Ravel o Camille Saint-Saëns se atrevieron a experimentar con la música de su época, y a crear algo diferente a las obras de entonces. Pero fue Claude Debussy el primero en crear una música totalmente diferente a la anterior, y nunca antes escuchada.

### Armónicos

Ejemplo de paralelismo de acordes septón (de Nuages de los Trois Nocturnes de Debussy).

La armonía del Impresionismo, como toda la música, tiene como objetivo transmitir impresiones y crear atmósferas. No se valoran las reglas consagradas de los periodos clásico y romántico; al contrario, se intenta romper deliberadamente estas reglas para evitar todo lo que vaya más allá de la creación de una atmósfera sonora. Un ejemplo de ello es la mediantnarmonicidad: en lugar de quintas entre acordes sucesivos, que solían ser las relaciones acordales determinantes, ahora se utilizan a menudo tríadas como tonos paralelos y opuestos como relaciones dominantes entre acordes. Los acordes paralelos, en triadas, pero también en octavas, quintas o cuartas, también son populares. Especialmente los acordes de séptima u otros acordes disonantes se suelen llevar en paralelo (véase la ilustración de la derecha).
La consecuencia y el objetivo de esto es la abolición de la función de tono principal. En su lugar, la séptima y otros acordes disonantes se utilizan como tone-painting elementos en igualdad de condiciones con otros acordes en pie de igualdad con otros acordes. En general, no se distingue entre consonancia y disonancia; los acordes sólo se diferencian en función de su efecto tonal. En general, la música impresionista hace uso de un gran número de acordes nuevos y exóticos que, como elementos igualmente importantes de la pintura tonal, permiten la creación detallada de atmósferas especiales y exóticas. Los acordes flotan libremente y no están ligados armónicamente; los matices tonales adquieren una importancia extrema que puede cambiar imperceptiblemente los estados de ánimo atmosféricos.

Ejemplo de disonancias de estímulo e instrumentación diferenciada (de Nuages de Trois Nocturnes de Debussy)

Ejemplo de bitonalidad (de los Preludios de Debussy)

Se trata, por ejemplo, de sonidos con disonancias de estímulo (notas tonalmente motivadas que se añaden a los acordes en intervalos secundarios; no se establecen para resolverse), novena y undécima y tríadas excesivas, así como drone quintas. También son típicas la cuartas y la armonía de tonos enteros. Las disonancias de estímulo pueden verse como ejemplo en la ilustración de la izquierda.
Además, en el impresionismo, a menudo se superponen diferentes tonalidades, lo que da lugar a la bi- o politonalidad. En el ejemplo de bitonalidad de la derecha, las tonalidades de la mano izquierda y derecha se distinguen claramente por las alteraciones. En general, la armonía de la música impresionista representa un "alejamiento del predominio de las superficies armónicas".

### Melodicismo
A menudo se evitan los centros tonales estables, así como las melodías cerradas en un esquema fijo o conjunto. En su lugar, la melódica se caracteriza por un movimiento fluido, a menudo muy espaciado, ondulante o circular, o incluso oscilante. En el "Pelléas" de Debussy también hay muchos pasajes en los que se canta recitativo en una sola nota; aquí los timbres de la orquesta tienen mucha más importancia que la melodía de la voz cantante.

Ejemplo de tema estrecho y ondulante (comienzo de Nuages de los Trois Nocturnes de Debussy).

A la izquierda hay un ejemplo de un típico tema impresionista con un tema enérgico y ondulante. La gama de la que se compone el tema es muy pequeña, siendo el tono mayor una cuarta perfecta. El tema también se caracteriza por una dirección ondulante. Las segundas voces en clarinete y fagot son casi enteramente cromática, esto también ocurre a menudo en la música impresionista; normalmente cromática, pentatónica o tono entero. [constituyen la base de los temas. Estas últimas son escalas formadas por cinco o seis notas. La característica decisiva de las escalas de tonos enteros y de las escalas pentatónicas, tal como se utilizaron en el impresionismo, es que no tienen segundos pequeños y, por lo tanto, no tienen tonos principales. Las escalas cromáticas, al constar sólo de segundas pequeñas, tampoco tienen tonos principales.
Debido a la falta de tonos principales, las escalas cromáticas, pentatónicas y de tonos enteros parecen exóticas y sin rumbo (las escalas pentatónicas tienen un carácter del Lejano Oriente). Además, no pueden asignarse ni mayores ni menores. Las escalas de tonos enteross eran específicamente una característica de la música de Debussy, también se utilizaban escalas eclesiásticass o giros tonales eclesiásticos en lugar de claves fijas.

Ejemplo de pentatónica (de Nuages de la obra Trois Nocturnes de Debussy)

Además, son comunes las escalas basadas en clave de iglesias; se utilizan como motivos para el pasado.

### Claude Debussy
Sin duda, Claude Debussy es el autor impresionista por excelencia, creador de una de las músicas más poderosas y más originales de la historia, que nos transporta a espacios más propios de la mitología de la Antigua Grecia, o de los sueños, siempre sin olvidar la esencia del París bohemio de finales del siglo XIX. Su música es en cierto modo "brumosa", evocando cantos lejanos y ecos, y constantemente cambiante e impredecible.
Otra de las características esenciales en su música, es la creación de un motivo musical sencillo y repetitivo al comienzo, que va variando a lo largo de toda la obra, y aunque no se perciba a simple vista, está presente en todas y cada una de las frases de esta.

Cuando Claude Debussy estudiaba en el conservatorio de París desde la edad de los 10 a los 22 años, muchos le consideraron un rebelde por su trato con la disonancia y su desdén por las formas establecidas. Según se cuenta, durante un recital de Beethoven, se dirigió a un amigo, también estudiante, y le dijo «Vamos, empecemos a innovar»
Ruth Ruggles Akers, crítico musical. Revista Vive la France, 2010

### Maurice Ravel
Joseph Maurice Ravel (Ciboure, Labort, 7 de marzo de 1875-París, 28 de diciembre de 1937) fue un compositor francés del siglo XX. Su obra, frecuentemente vinculada al impresionismo, muestra además un audaz estilo neoclásico y, a veces, rasgos del expresionismo, y es el fruto de una compleja herencia y de hallazgos musicales que revolucionaron la música para piano y para orquesta. Reconocido como maestro de la orquestación y por ser un meticuloso artesano, cultivando la perfección formal sin dejar de ser al mismo tiempo profundamente humano y expresivo, Ravel sobresalió por revelar «los juegos más sutiles de la inteligencia y las efusiones más ocultas del corazón» (Le Robert)

## Principales obras impresionistas

### Claude Debussy
- Prélude à l'après-midi d'un faune (Preludio a la siesta de un fauno), para orquesta basado en Stéphane Mallarmé. (1891/septiembre 1894).
- La mer, trois esquisses symphoniques pour orchestre (El mar, tres bocetos sinfónicos para orquesta), (agosto 1903 - 5 de marzo de 1905).
- Images pour orchestre (1905-1912)
- Préludes, Premier Livre y Deuxieme livre, para piano entre los que destacan La fille aux cheveux de lin y La cathédrale engloutie (diciembre 1909 - febrero 1910)
- Suite bergamasque, para piano entre los que destaca Clair de lune.

### Isaac Albéniz
- Suite Iberia, para piano (1905).
- La Vega, para piano (1898).
- Azulejos, acabada por Enrique Granados, (1909).
- Navarra, acabada por Deodat de Severac.
- Asturias (Leyenda), Original para piano

### Manuel de Falla
- Noches en los jardines de España, para piano y orquesta (1876-1946).
- El sombrero de tres picos, Ballet (1919).

### Maurice Ravel
- Jeux d'eau (Juegos de agua), para piano (1901).
- Ma mère l'oye, para piano a cuatro manos (1910).
- Gaspard de la nuit, para piano (1908).
- Daphnis et Chloé, para orquesta y coro (1909-1912).
- Boléro, para orquesta (1928).

También los niños del coro y otras más obras.

### Erik Satie
- 3 gymnopédies, para piano, entre las que destaca el primer movimiento, Première Gymnopédie (1888).
- 6 gnossiennes, para piano (1890).
- Je te veux (Te necesito), vals para piano (1902).

### Joaquín Turina
- Danzas fantásticas, para orquesta (1919).
- Sevilla, para piano (1908).

### Otras obras impresionistas
- Ottorino Respighi (1879-1936)
  - Pini di Roma (Pinos de Roma) (1924).
- Albert Roussel (1869-1937) 
  - Evocations (Evocaciones) (1910-1911).
  - Le Festin de l'araignée (El festín de la araña) (1912).
  - Bacchus et Ariane (Baco y Ariadna) (1930).
- Paul Dukas (1865-1935)
  - L'Apprenti sorcier (El aprendiz de brujo) (1897).
  - Ariane et Barbe-bleue (Ariadna y Barbazul) (1907).
- Frederick Delius (1862-1934)
  - Réquiem (1922).